# Zamora (provincie)
Zamora is een provincie van Spanje en maakt deel uit van de regio Castilië en León. De provincie heeft een oppervlakte van 10 561 km². De provincie telde 169.165 inwoners in 2021 verdeeld over 248 gemeenten. Er waren in 2004 226 gemeenten met minder dan 1000 inwoners.
Hoofdstad van Zamora is Zamora.
De provincie Zamora ligt in de historische landstreek León.

## Bestuurlijke indeling
De provincie Zamora bestaat uit 12 comarca's die op hun beurt uit gemeenten bestaan. De comarca's van Zamora zijn:
- Alfoz de Toro
- Aliste
- Benavente y Los Valles
- La Carballeda
- La Guareña
- Sanabria
- Sayago
- Tierra de Alba
- Tierra de Campos
- Tierra de Tábara
- Tierra del Pan
- Tierra del Vino

Zie voor de gemeenten in Zamora de lijst van gemeenten in provincie Zamora.

## Demografische ontwikkeling
Bron: INE
Opm: Bevolkingscijfers in duizendtallen
Ávila · Burgos · León · Palencia · Salamanca · Segovia · Soria · Valladolid · Zamora